# Langues au Japon
La langue officielle du Japon est de facto le japonais,.
Ce dernier s'insère dans la famille linguistique « japonique », laquelle regroupe aussi les différents dialectes dérivant du japonais dit « standard » et les langues ryūkyū, qui forment leur propre catégorie appelée ryukyuen, étant différentes du japonais.
| Composantes       | Composantes |
| ----------------- | ----------- |
| 1) Japonais       | + dialectes |
| 2) Langues ryūkyū |             |

La société japonaise est linguistiquement très uniforme avec 98,2 % de la population ayant le japonais pour langue maternelle. Les 1,8 % restants étant constitués principalement de populations d’immigrants venus de Corée (700 000 personnes) et de Chine (350 000 personnes), ainsi que de Vietnamiens, de Brésiliens, d’Américains (80 000 personnes), d’Européens (40 000 personnes).

Il existe d'autres langues japoniques sur les îles Ryūkyū, appelées langues ryūkyū, la plus connue étant l’okinawaïen. Ces îles (environ 90) se trouvent entre le Japon et Taïwan. Elles regroupent la préfecture d'Okinawa et les îles de Kyushu. 
«Si la reconnaissance du ryukyuen comme langue distincte du japonais est aujourd'hui admise par les linguistes, elle est assez récente. Le grand public et les médias japonais actuels, ainsi que les travaux scientifiques un peu anciens, parlent généralement de « dialectes Ryukyu », entérinant ainsi l'idée que les parlers Ryukyu seraient des dialectes du japonais au même titre que le japonais d'Osaka, de Tokyo ou de Kagoshima.»  (Labrune, 2013)
L’aïnou de Hokkaidō est toujours parlé à l’intérieur de la communauté du peuple autochtone mais reste néanmoins en voie de disparition (quelque 300 locuteurs).